# バジル氏の優雅な生活
『バジル氏の優雅な生活』（バジルしのゆうがなせいかつ）は、坂田靖子による日本の漫画作品。著者の代表作のひとつに挙げられる。『LaLa』（白泉社）1979年11号〜1985年4月大増刊号、『Wendy』（同社刊）1985年Summer号〜1986年June号、『Cindy』（同社刊）1986年Summer号〜1987年Summer号に連載された。
19世紀ヴィクトリア朝時代のイギリスを舞台に、ロンドンの有閑貴族で社交界随一のプレイボーイであるバジル・ウォーレン卿を主人公として、彼の友人たちが繰り広げる物語。様々なエピソードが連なる連作短編集である。日本の少女漫画のヴィクトリア朝ものの先駆とされる。

## 主な登場人物
バジル・ウォーレン卿
本作のタイトル・ロール。気に入った女性は人妻であろうと近日結婚予定であろうと口説こうとするプレイボーイ気質。
大学では乗馬と昼寝ばかりしていたと語るが、フランス語を話せ、ひとかどの教養は持っている。
人の悩みを放っておけない性格であり、それとなく問題解決に手を貸すこともある。
ルイ・ラトゥール
フランス人の少年。両親が亡くなった後に叔父によって人買いに売られ、英国へ送られたところをバジルに助けられ、以降バジルの館で召使いとして働く。バジル家の召使いであることに誇りをもち、子ども扱いされることは嫌っている。
子供ながら機転が利き、バジル以上に活躍する話もある。一方で、事件に勝手に深入りしてピンチに陥ることもあり、たびたび窮地をバジルに救われてもいる。バジルとはよいコンビでもある。
アダムス
執事。7歳の時からバジルの館で働いている。教師をしている甥がいる。
ウォールワース卿
バジルの友人で貴族院の議員。正義感があり理想も高いが、現実を見据えておらず空回りばかりで、提案した法案は通ったためしが無い。父親に似て頑固者で、一度言い出すと聞かない。バジルとは性格が正反対でなんども「こいつとはいつか絶交してやる」と思っていたが、ジェニファへの求婚をめぐってバジルから諫言を受けたことに立腹してとうとう絶交を宣言してしまい、仲直りすべきか逡巡しながらも自分が言い出したことのため意地となって取り消せず、作品の終了までに絶交は解かれなかった。ただし、バジルとはその後も何度か会話をしている。
ウォールワース総監
ウォールワース卿の父親にして、スコットランドヤードの総監。
英国紳士らしい頑固者で融通が利かない。趣味は釣り。息子のウォールワース卿のことは、「不肖」「ろくでなし」「白カボチャ」「ドアホウ」「ヌケサク」「バカ」とはばかり無く呼んでいる。その息子とジェニファとの結婚にいたっては「警視総監の息子が前科のある娘と結婚するとはけしからん」と息子を勘当してしまう。ただし、屋敷内に境界線を引き、息子は父親の領域に立ち入ってはならぬ、としただけで、さらに「これでようやく一人前になった」と息子を認めており、本当に勘当したわけではない（ただし、家を追い出した場合、息子が独力で新しい家を見出す甲斐性が無いとも思っている）。なお、ジェニファのことは気に入っており、ジェニファが境界線内へ立ち入るのは構わないどころか歓迎している。
ハリー・ネクローファー
貧乏画家。絵のことになると周りの人や物が目に入らなくなる。当初はまともに絵が売れたことがなく、創作活動にも窮するほど赤貧を極めるが、身分の差を超えて妻となったリリアの献身的な支えもあり徐々に画家として成功の道を歩み始める。プロトタイプ的作品の「ハリーの災難」では主人公を務める。
アーサー・ミドルトン
詐欺師。ハリーに請われて住み込みで絵のモデルをやっている。最初にモデルとなった絵は「マリア・マグダレーナ」。この時、アーサーは女装している。
リリア・ローズ・キャバリス
キャバリス卿の次女。ハリーと結婚し郊外の家に住む。基本的にはハリーとは結婚できる間柄ではないが、バジルの後押しと父であるキャバリス卿がハリーの作品を気に入ったことによって結婚が実現した。
ジェニファ・クーパー
イーストエンドのパブ「山鹿亭」で働く女性。下町の娘で、かつてはそれなりに悪事も働いており、収監された過去もある。アーサー・ミドルトンとは旧知の仲。
ウォールワース卿が提出したイーストエンドの区画整理法案を巡る騒動の中でウォールワース卿と知り合い、後に求婚される。一度は身分の差を考えて断るが、のちに熱意に負けて承諾し結婚する。
ビクトリア・ランバイン
「変人ビクトリア」と社交界で呼ばれる女性。貴族の妻の枠に収まらない性格で、自分で行動を決め、またその大胆さにはバジルも舌を巻くほどである。バジルが求婚を考えた女性でもある。ウィッシュボーン占いでは負けたことがない。
（バジルではない幼馴染の貴族との）結婚後、バジルとエジプトへ発掘調査旅行に出かけ、そこでもまた波乱に満ちた冒険を繰り広げる。
ホイットマン卿
バジルの友人。貴族院の議員で、ウォールワースの同僚かつ天敵。皮肉屋で嫌味な性格だが茶目っ気がありどことなく憎めないが、口が悪く、事故で口を怪我し筆談を余儀なくされても散々悪口を書きなぐったため妻には「悪口印刷機」と評されている。

## 批評
佐渡島庸平は「シンプルな絵であり一枚絵から世界観を見出すような描き込みはされていないが、ストーリーで読むと、英国貴族の空気感が伝わってくる。」と評している。
川端有子・村上リコの調査によると、本作は「本格的にヴィクトリア朝を描き、意識的にその特徴を物語に反映させた少女マンガ」の中で最も早い作品である。川端・村上は、「あきらかにバジル氏のモデルはオスカー・ワイルド、もしくはドリアン・グレイである。」「かれの友人の画家やその女装モデル、警視総監の息子と恋に落ちたパブの女給、平気でひとりエジプトを旅行するレディー・トラベラーなど、上流階級から下層階級までのキャラクターが活躍し、階級差結婚や何もかもを知り尽くして黙する執事など、この後につづくヴィクトリア朝ものを予想させる内容である。」と評している。
坂田と同じ金沢出身の波津彬子には、ヴィクトリア朝のオリエンタリズムを描いた「うるわしの英国シリーズ」（2001年-2007年）があり、坂田は波津の姉の漫画家花郁悠紀子と親しく、波津は坂田から強い影響を受けているという指摘もある。

## ハリーの災難
本編の連載に先立って、『LaLa』（白泉社）1978年8月号に掲載された中編作品（60ページ）。ハリー・ネクローファーが成功した画家となってからの作品で、アーサー・ミドルトンは作中で死亡する。バジルは名前は出ないが、友人として登場している。

## 書籍情報
花とゆめコミックス
全9巻
1. 1980年 ISBN 9784592113515
2. 1981年 ISBN 9784592113522
3. 1981年 ISBN 9784592113539
4. 1983年 ISBN 9784592113546
5. 1983年 ISBN 9784592113553
6. 1984年 ISBN 9784592113560
7. 1985年 ISBN 4-592-11357-8
8. 1986年 ISBN 4-592-11358-6
9. 1987年 ISBN 9784592113591

ジェッツコミックス
愛蔵版。全3巻
1. 1991年 ISBN 4-592-13813-9
2. 1991年 ISBN 4-592-13814-7
3. 1991年 ISBN 4-592-13815-5

白泉社文庫
全5巻
解説:南條竹則
1. 1996年 ISBN 4-592-88251-2
2. 1996年 ISBN 4-592-88252-0
3. 1996年 ISBN 4-592-88253-9
4. 1997年 ISBN 4-592-88254-7
5. 1997年 ISBN 4-592-88255-5

「ハリーの災難」収録書籍
- 『チャンの騎士たち』 花とゆめコミックス 1979年 ISBN 9784592116349
- 『坂田靖子の本3 てんやわんやのおはなし』 希望コミックス 1990年 ISBN 4-267-01202-4
- 『ハリーの災難』 文春文庫ビジュアル版 1996年 ISBN 978-4-16-811042-9
- 愛蔵版 1巻
- 白泉社文庫 2巻